# Rhythm
Rhythm er det sjette studiealbum fra den danske sanger og sangskriver Thomas Helmig, der blev udgivet den 5. marts 1992 på Genlyd. Det er Helmigs første engelsksprogede album, da han efter eget udsagn var blevet træt af at skrive sange på dansk. Ifølge Helmig er Rhythm en "amerikaner-lp" inspireret af Rhythm and blues-genren. På syv måneder havde albummet solgt 40.000 eksemplarer. I 2006 udtalte Helmig at Rhythm er blandt hans dårligste albums: "Der er en af mine måske dårligste plader, men for mig var den meget vigtig. Dér lavede jeg den mest uforpligtende musik, jeg nogensinde har lavet, for min egen skyld, og jeg havde det fedt med det."
Cut'n'Move-rapperen MC Zipp optræder på nummeret "Good Time Rewind". Sangen "Memphis Blues Again" er en coverversion af Bob Dylans "Stuck Inside of Mobile with the Memphis Blues Again" fra albummet Blonde on Blonde (1966).
Rhythm blev, som det første af Helmigs album, udgivet internationalt i Tyskland, Holland og Schweiz med titlen Thomas Helmig. Den internationale udgave indeholder den nye sang "Cross the Water" samt "Give Me Your Love", der er en engelsk version af "Giv mig din mund" fra sangerens forrige album Løvens hjerte (1990).

## Spor
Alt tekst og musik er skrevet af Thomas Helmig, undtagen hvor noteret.
| 1.  | "Good Time"                        | 3:56 |
| 2.  | "Don't Need a Cover"               | 4:06 |
| 3.  | "A Match for You"                  | 4:47 |
| 4.  | "Love Is the Miracle"              | 3:52 |
| 5.  | "Anything Will Crumble (Nowadays)" | 4:44 |
| 6.  | "House of Love"                    | 4:26 |
| 7.  | "Treat Me Right"                   | 4:10 |
| 8.  | "That Don't Mean a Thing"          | 3:52 |
| 9.  | "Who Knows"                        | 4:32 |
| 10. | "Landslide of Love"                | 4:56 |
| 11. | "Memphis Blues Again" (Bob Dylan)  | 3:36 |
| 12. | "Good Time Rewind"                 | 4:18 |

| 1.  | "Good Time"                        |  |
| 2.  | "Love Is the Miracle"              |  |
| 3.  | "A Match for You"                  |  |
| 4.  | "Don't Need a Cover"               |  |
| 5.  | "Anything Will Crumble (Nowadays)" |  |
| 6.  | "Give Me Your Love"                |  |
| 7.  | "Treat Me Right"                   |  |
| 8.  | "That Don't Mean a Thing"          |  |
| 9.  | "Who Knows"                        |  |
| 10. | "Cross the Water"                  |  |
| 11. | "Memphis Blues Again" (Bob Dylan)  |  |
| 12. | "Landslide of Love"                |  |

## Hitlisteplacering
| Hitliste (1992) | Højeste placering |
| --------------- | ----------------- |
| Danmark (IFPI)  | 3                 |

## Medvirkende
- Thomas Helmig – tekst, musik, vokal, piano, keyboards, guitar, mixer, producer
- Lasse Andersson – guitar, bas, piano, keyboard, kor, mixer, producer
- Claes Antonsen – trommer
- Uffe Isaksen – percussion
- Niels Mathiasen – saxofon
- Sylvia Mason-James – kor
- Sonia Jones Morgan – kor
- Tom R. Andersen – tekniker, mixer
- Tom Jeppesen – tekniker
- Jørgen Knub – tekniker